# Cawdor
Cawdor (Schots-Gaelisch: Caladar) is een dorp in de Schotse lieutenancy Nairn in het raadsgebied Highland ongeveer 8 kilometer ten zuiden  van Nairn en ongeveer 20 kilometer ten oosten van Inverness.
In Cawdor ligt Cawdor Castle.